# Lista gmin w stanie Jalisco

Lokalizacja stanu Jalisco na mapie Meksyku

Podział stanu Jalisco na gminy z kodami Meksykańskiego Instytutu Statystycznego

Meksykański stan Jalisco dzieli się na 126 gmin (municipios).
| INEGI (kod statystyczny) | Nazwa gminy                   | Siedziba władz                | Liczba ludności |
| ------------------------ | ----------------------------- | ----------------------------- | --------------- |
| 001                      | Acatic                        | Acatic                        | 18 551          |
| 002                      | Acatlán de Juárez             | Acatlán de Juárez             | 22 540          |
| 003                      | Ahualulco de Mercado          | Ahualulco de Mercado          | 21 469          |
| 004                      | Amacueca                      | Amacueca                      | 5065            |
| 005                      | Amatitán                      | Amatitán                      | 13 435          |
| 006                      | Ameca                         | Ameca                         | 54 161          |
| 007                      | Arandas                       | Arandas                       | 80 193          |
| 008                      | Atemajac de Brizuela          | Atemajac de Brizuela          | 6236            |
| 009                      | Atengo                        | Atengo                        | 4918            |
| 010                      | Atenguillo                    | Atenguillo                    | 4107            |
| 011                      | Atotonilco El Alto            | Atotonilco El Alto            | 52 204          |
| 012                      | Atoyac                        | Atoyac                        | 7870            |
| 013                      | Autlán de Navarro             | Autlán de Navarro             | 53 269          |
| 014                      | Ayotlán                       | Ayotlán                       | 35 150          |
| 015                      | Ayutla                        | Ayutla                        | 12 221          |
| 016                      | Bolaños                       | Bolaños                       | 5019            |
| 017                      | Cabo Corrientes               | El Tuito                      | 9034            |
| 018                      | Cañadas de Obregón            | Cañadas de Obregón            | 3978            |
| 019                      | Casimiro Castillo             | Casimiro Castillo             | 18 913          |
| 020                      | Chapala                       | Chapala                       | 43 345          |
| 021                      | Chimaltitán                   | Chimaltitán                   | 3382            |
| 022                      | Chiquilistlán                 | Chiquilistlán                 | 5098            |
| 023                      | Cihuatlán                     | Cihuatlán                     | 30 241          |
| 024                      | Cocula                        | Cocula                        | 25 119          |
| 025                      | Colotlán                      | Colotlán                      | 16 404          |
| 026                      | Concepción de Buenos Aires    | Concepción de Buenos Aires    | 5221            |
| 027                      | Cuautitlán de García Barragán | Cuautitlán de García Barragán | 16 408          |
| 028                      | Cuautla                       | Cuautla                       | 2024            |
| 029                      | Cuquío                        | Cuquío                        | 16 236          |
| 030                      | Degollado                     | Degollado                     | 19 179          |
| 031                      | Ejutla                        | Ejutla                        | 1888            |
| 032                      | El Arenal                     | El Arenal                     | 15 064          |
| 033                      | El Grullo                     | El Grullo                     | 21 825          |
| 034                      | El Limón                      | El Limón                      | 5410            |
| 035                      | El Salto                      | El Salto                      | 111 436         |
| 036                      | Encarnación de Díaz           | Encarnación de Díaz           | 47 397          |
| 037                      | Etzatlán                      | Etzatlán                      | 17 564          |
| 038                      | Gómez Farías                  | San Sebastián del Sur         | 12 720          |
| 039                      | Guachinango                   | Guachinango                   | 4138            |
| 040                      | Guadalajara                   | Guadalajara                   | 1 600 940       |
| 041                      | Hostotipaquillo               | Hostotipaquillo               | 8228            |
| 042                      | Huejúcar                      | Huejúcar                      | 5236            |
| 043                      | Huejuquilla El Alto           | Huejuquilla El Alto           | 7926            |
| 044                      | Ixtlahuacán de los Membrillos | Ixtlahuacán de los Membrillos | 23 420          |
| 045                      | Ixtlahuacan del Río           | Ixtlahuacan del Río           | 23 420          |
| 046                      | Jalostotitlán                 | Jalostotitlán                 | 28 462          |
| 047                      | Jamay                         | Jamay                         | 21 223          |
| 048                      | Jesús María                   | Jesús María                   | 17 884          |
| 049                      | Jilotlán de los Dolores       | Jilotlán de los Dolores       | 8579            |
| 050                      | Jocotepec                     | Jocotepec                     | 37 972          |
| 051                      | Juanacatlán                   | Juanacatlán                   | 11 902          |
| 052                      | Juchitlán                     | Juchitlán                     | 5282            |
| 053                      | La Barca                      | La Barca                      | 59 990          |
| 054                      | La Huerta                     | La Huerta                     | 20 161          |
| 055                      | La Manzanilla de La Paz       | La Manzanilla de La Paz       | 3623            |
| 056                      | Lagos de Moreno               | Lagos de Moreno               | 140 001         |
| 057                      | Magdalena                     | Magdalena                     | 18 924          |
| 058                      | Mascota                       | Mascota                       | 13 136          |
| 059                      | Mazamitla                     | Mazamitla                     | 11 671          |
| 060                      | Mexticacan                    | Mexticacan                    | 6084            |
| 061                      | Mezquitic                     | Mezquitic                     | 15 674          |
| 062                      | Mixtlán                       | Mixtlán                       | 3279            |
| 063                      | Ocotlán                       | Ocotlán                       | 89 340          |
| 064                      | Ojuelos de Jalisco            | Ojuelos de Jalisco            | 28 081          |
| 065                      | Píhuamo                       | Píhuamo                       | 11 681          |
| 066                      | Poncitlán                     | Poncitlán                     | 43 817          |
| 067                      | Puerto Vallarta               | Puerto Vallarta               | 220 368         |
| 068                      | Quitupan                      | Quitupan                      | 8481            |
| 069                      | San Cristobal de la Barranca  | San Cristobal de la Barranca  | 3207            |
| 070                      | San Diego de Alejandría       | San Diego de Alejandría       | 6181            |
| 071                      | San Gabriel                   | San Gabriel                   | 13 378          |
| 072                      | San Juan de los Lagos         | San Juan de los Lagos         | 57 104          |
| 073                      | San Juanito de Escobedo       | Antonio Escobedo              | 8379            |
| 074                      | San Julián                    | San Julián                    | 12 974          |
| 075                      | San Marcos                    | San Marcos                    | 3533            |
| 076                      | San Martín de Bolaños         | San Martín de Bolaños         | 3205            |
| 077                      | San Martín de Hidalgo         | San Martín de Hidalgo         | 24 127          |
| 078                      | San Miguel El Alto            | San Miguel El Alto            | 26 971          |
| 079                      | San Sebastián del Oeste       | San Sebastián del Oeste       | 5626            |
| 080                      | Santa María del Oro           | Santa María del Oro           | 2253            |
| 081                      | Santa María de los Angeles    | Santa María de los Angeles    | 3687            |
| 082                      | Sayula                        | Sayula                        | 34 755          |
| 083                      | Tala                          | Tala                          | 56 291          |
| 084                      | Talpa de Allende              | Talpa de Allende              | 13 612          |
| 085                      | Tamazula de Gordiano          | Tamazula de Gordiano          | 35 987          |
| 086                      | Tapalpa                       | Tapalpa                       | 16 057          |
| 087                      | Tecalitlán                    | Tecalitlán                    | 16 042          |
| 088                      | Techaluta de Montenegro       | Techaluta de Montenegro       | 3044            |
| 089                      | Tecolotlán                    | Tecolotlán                    | 14 984          |
| 090                      | Tenamaxtlán                   | Tenamaxtlán                   | 7047            |
| 091                      | Teocaltiche                   | Teocaltiche                   | 36 976          |
| 092                      | Teocuitatlán de Corona        | Teocuitatlán de Corona        | 10 226          |
| 093                      | Tepatitlán de Morelos         | Tepatitlán de Morelos         | 126 625         |
| 094                      | Tequila                       | Tequila                       | 38 534          |
| 095                      | Teuchitlán                    | Teuchitlán                    | 7742            |
| 096                      | Tizapán el Alto               | Tizapán el Alto               | 19 076          |
| 097                      | Tlajomulco de Zuñiga          | Tlajomulco de Zuñiga          | 220 530         |
| 098                      | Tlaquepaque                   | Tlaquepaque                   | 563 006         |
| 099                      | Tolimán                       | Tolimán                       | 8756            |
| 100                      | Tomatlán                      | Tomatlán                      | 31 798          |
| 101                      | Tonalá                        | Tonalá                        | 408 729         |
| 102                      | Tonaya                        | Tonaya                        | 5557            |
| 103                      | Tonila                        | Tonila                        | 7179            |
| 104                      | Totatiche                     | Totatiche                     | 4217            |
| 105                      | Tototlán                      | Tototlán                      | 19 710          |
| 106                      | Tuxcacuesco                   | Tuxcacuesco                   | 3770            |
| 107                      | Tuxcueca                      | Tuxcueca                      | 5765            |
| 108                      | Tuxpan                        | Tuxpan                        | 32 462          |
| 109                      | Unión de San Antonio          | Unión de San Antonio          | 15 484          |
| 110                      | Unión de Tula                 | Unión de Tula                 | 13 133          |
| 111                      | Valle de Guadalupe            | Valle de Guadalupe            | 6052            |
| 112                      | Valle de Juárez               | Valle de Juárez               | 5218            |
| 113                      | Villa Corona                  | Villa Corona                  | 15 196          |
| 114                      | Villa Guerrero                | Villa Guerrero                | 5182            |
| 115                      | Villa Hidalgo                 | Villa Hidalgo                 | 17 261          |
| 116                      | Villa Purificación            | Villa Purificación            | 10 975          |
| 117                      | Yahualica de González Gallo   | Yahualica de González Gallo   | 22 920          |
| 118                      | Zacoalco de Torres            | Zacoalco de Torres            | 25 529          |
| 119                      | Zapopan                       | Zapopan                       | 1 155 790       |
| 120                      | Zapotiltic                    | Zapotiltic                    | 27 290          |
| 121                      | Zapotitlán de Vadillo         | Zapotitlán de Vadillo         | 6345            |
| 122                      | Zapotlán del Rey              | Zapotlán del Rey              | 16 264          |
| 123                      | Zapotlán El Grande            | Ciudad Guzmán                 | 96 050          |
| 124                      | Zapotlanejo                   | Zapotlanejo                   | 55 827          |
| 125                      | San Ignacio Cerro Gordo       | San Ignacio                   | –               |
| 126                      | Capilla de Guadalupe          | Capilla de Guadalupe          | –               |